# بوگومیو کوبی‌یلا
بوگومیو کوبی‌یلا (انگلیسی: Bogumił Kobiela؛ ‏ ۳۱ مهٔ ۱۹۳۱ – ۱۰ ژوئیهٔ ۱۹۶۹) بازیگر سینما و تئاتر اهل لهستان کشور بود.
از فیلم‌هایی که وی در آن نقش داشته است، می‌توان به ماجراهای میخاو، ازدواج مصلحتی، سه داستان، دست‌ها بالا!، خاکستر و الماس، همه‌چیز برای فروش، پژکوادانیتس، سه گام روی زمین، دست‌نوشته ساراگوسا و بدشانسی اشاره کرد.